# Cymatocarpus grossheimi
Cymatocarpus grossheimi är en korsblommig växtart som beskrevs av Nikolaj Adolfovitj Busj. Cymatocarpus grossheimi ingår i släktet Cymatocarpus, och familjen korsblommiga växter. Inga underarter finns listade i Catalogue of Life.